# Josip Jović (redarstvenik)
Josip Jović (Aržano kod Imotskog, 21. studenoga 1969. – Plitvička jezera, 31. ožujka 1991.),  bojnik Hrvatske vojske (posmrtno), prva hrvatska žrtva u Domovinskom ratu.

## Životopis
Rođen je u siromašnoj obitelji, a pored njega pokojni otac Filip i majka Marija skrbili su o sinu Tomislavu, te kćerima Franki, Mirni i Aniti. 
Školu je završio u rodnom mjestu, a 5. kolovoza 1990. godine dragovoljno odlazi u Zagreb, gdje je postao djelatnik aktivnog sastava Ministarstva unutarnjih poslova. Osim brojnih poslova osiguranja, prije pogibije odlazi i na terene u Pakrac i Petrinju.

## Krvavi Uskrs na Plitvicama
Na područje Mukinja 28. ožujka 1991. g. stigla je skupina milicajaca Milana Martića iz Knina s ciljem onemogućavanja prosvjeda djelatnika poduzeća "Plitvice" protiv pripajanja tog područja tzv. SAO Krajini. Na koranskom mostu bile su istaknuta zastave SAO krajine i Jugoslavije, a odbor srpske demokratske stranke u Titovoj Korenici 29. ožujka 1991. godine donio je odluku o promjeni strukture zaposlenih u Nacionalnom parku Plitvička jezera i time su čuvarsku službu preuzeli ljudi iz Knina. 
Predstavnici mjesnih zajednica slunjske općine sastankom u Drežnik Gradu zaključili su da hrvatska Vlada ne poduzima ništa protiv nelegalne pretvorbe poduzeća "Plitvice" i tražena je akcija legitimnih organa Republike Hrvatske.
Policijske uprave Karlovac i Gospić su 31. ožujka 1991. godine u ranim jutarnjim satima uputile dio svojih snaga na Plitvička jezera sa svrhom uspostavljanja javnog reda i mira na tom području, na kojem su naišle na veliki broj barikada s kojih su srpski teroristi otvarali vatru na sva vozila koja su se tamo zatekla.
Josipa Jovića pogodio je rafal kod zgrade pošte, pancirka je bila probijena i brzo je prenesen do vozila hitne pomoći, ali je preminuo na putu do helikoptera.
Pokopan je uz sve vojne počasti, na mjesnom groblju u Aržanu. Na Uskrs 1994. godine u Aržanu otkriven mu je spomenik.
Na obiteljskoj kući Josipa Jovića u Aržanu 19. kolovoza 2007. UBIUDR Podravka, otkrila je spomen-ploču, a 17. prosinca 2011. također u Aržanu UBIUDR Podravka u suradnji s drugima Udrugama proizašlim iz Domovinskoga rata postumno mu je dodijelila i priznanje Junak hrvatskog Domovinskoga rata.
Josip Jović posmrtno je promaknut u čin bojnika. Odlikovan je sljedećim odlikovanjima: 
- Redom Petra Zrinskog i Frana Krste Frankopana s pozlaćenim pleterom,
- Spomenicom Domovinskog rata,
- Spomen značkom I. gardijske brigade "Tigrovi";
- Spomenicom I. poginulog redarstvenika Ministarstva unutarnjih poslova u Domovinskom ratu.

## Vanjske poveznice
- Dinko Čutura: Josip Jović - pali hrvatski vitez  Arhivirana inačica izvorne stranice od 11. ožujka 2014. (Wayback Machine), Hrvatski vojnik, broj 236, travanj 2009.
- Vesna Pintarić: Uskrs na Plitvicama 1991. - Pamtimo svoju povijest..., Hrvatski vojnik, broj 28, travanj 2005.
- Mladen Pavković: Preminula Marija Jović, majka Josipa Jovića, prve žrtve Domovinskog rata!, Maxportal, 20. studenoga 2015.
- am: Tužna vijest: Preminula majka prvog hrvatskog redarstvenika Josipa Jovića – Marija Jović, narod.hr, 20. studenoga 2015.